# Weaver, Alabama
Weaver är en ort i Calhoun County i delstaten Alabama, USA.